# Massaker von Huế

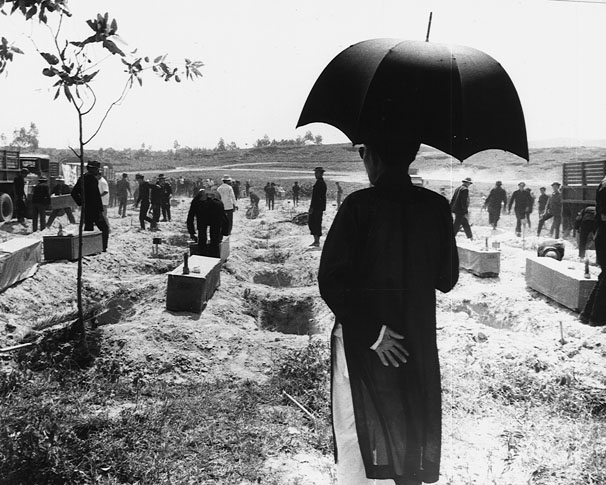
Beerdigung der Opfer des Massakers (1968)

Das Massaker von Huế war ein Kriegsverbrechen, das vom Vietcong und der nordvietnamesischen Armee in der Stadt Huế im Jahr 1968 im Zuge der Tet-Offensive im Vietnamkrieg verübt wurde. Es begann im Zuge der Schlacht um Huế am 31. Januar 1968 und dauerte 28 Tage an. Die nordvietnamesischen Soldaten ermordeten zahlreiche Zivilisten, weil sie diese für Antikommunisten hielten. Religiöse Führer, zumeist römisch-katholische Geistliche, wurden hingerichtet, ebenso wie Ausländer und Regierungsbeamte. Diese wurden unter anderem gefoltert oder lebendig begraben. Die Zahl der Opfer liegt zwischen 2800 und 6000 Menschen, darunter auch Kinder. Die Massengräber wurden in den Monaten bis Jahren danach entdeckt.
Andere Quellen berichten, dass möglicherweise ein kleinerer Teil der Opfer dem intensiven Bombardement der US-amerikanischen Luftwaffe im Laufe und am Ende der Schlacht um Huế zuzuschreiben waren.
Unter den Opfern fanden sich auch vier deutsche Staatsbürger: die drei Medizinprofessoren Horst-Günther Krainick, Alois Alteköster und Raimund Discher, die an der Universität von Huế als Teilnehmer eines Bildungshilfeprogramms der deutschen Bundesregierung seit 1961 die Medizinische Fakultät der Universität aufbauten, sowie Krainicks Ehefrau Elisabeth. Die Gruppe war Anfang Februar aus der Wohnung der Krainicks entführt worden, obwohl sie sich mit Ausweispapieren an der Haustür als Deutsche ausgewiesen hatten. Die Hypothese, dass sie für Amerikaner gehalten wurden, gilt deshalb heute als überholt. Ein vierter deutscher Arzt, Erich Wulff, hatte die Stadt kurz vorher verlassen.
Da es kaum neutrale Quellen gibt und die Kampfhandlungen auch viele zivile Opfer forderten, ist die historische Diskussion über dieses Ereignis noch nicht abgeschlossen.